# Mesochorus lateralis
Mesochorus lateralis är en stekelart som beskrevs av Dasch 1974. Mesochorus lateralis ingår i släktet Mesochorus och familjen brokparasitsteklar. Inga underarter finns listade i Catalogue of Life.